# 安索阿特吉 (托利馬省)

安索阿特吉是哥倫比亞的城鎮，位於該國中西部，由托利馬省負責管轄，始建於1895年7月16日，面積541平方公里，海拔高度2,010米，主要經濟活動有農業和畜牧業，2005年人口8,371。
4°38′N 75°06′W / 4.633°N 75.100°W